# الألعاب البارالمبية الشتوية 2002
الألعاب البارالمبية الشتوية 2002 هي النسخة الثامنة من الألعاب البارالمبية بدأت في 7 مارس وإنتهت في 16 مارس 1976 في سولت ليك، الولايات المتحدة بعد نجاح عرض المدينة في الحصول على شرف استضافة الألعاب البارلمبية، شارك 416 رياضي في منافسات هذه النسخة ومن 36 دولة. إحتلت ألمانيا الصدارة في ترتيب الميداليات بعد فوزها ب17 ميداليات ذهبية.